# دبلیوای‌اس‌پی-۱۶

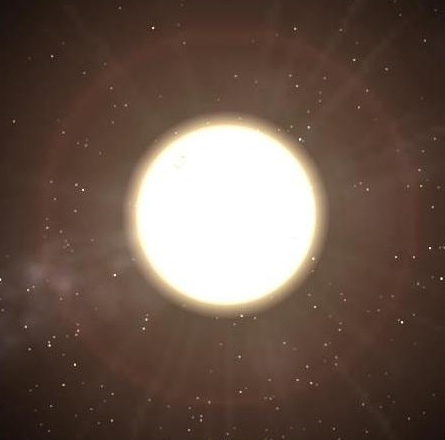
دبلیوای‌اس‌پی-۱۶ درخشان (زرد روشن)

دبلیوای‌اس‌پی-۱۶ یک ستاره است که در صورت فلکی دوشیزه قرار دارد.